# Analfabetismus

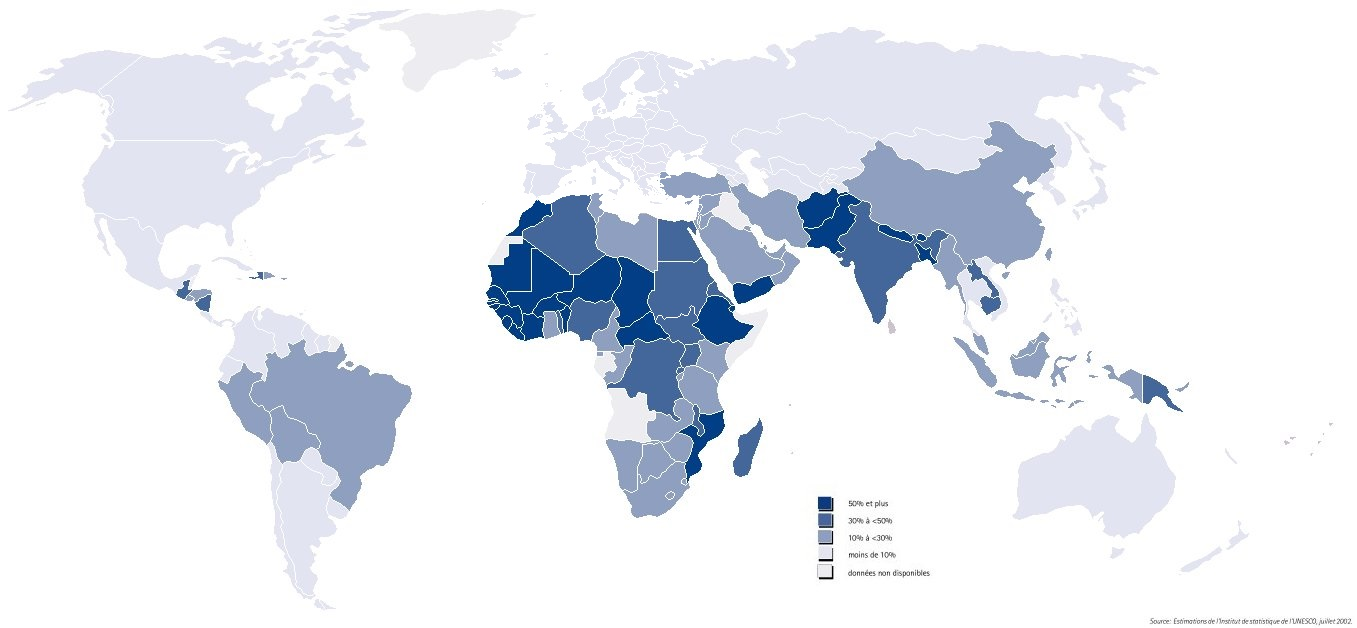
Rozšíření negramotnosti ve světě k roku 2000

Analfabetismus neboli negramotnost je neschopnost číst a psát. Jejím opakem je gramotnost. Člověk, který neumí číst a psát, je negramotný neboli analfabet. Vzájemný poměr gramotné a negramotné části populace se využívá jako jeden z ukazatelů vzdělanosti určité skupiny obyvatelstva. Pokud je procento negramotných příliš velké, jedná se o problém ekonomický, jelikož pracovní trh je plný nekvalifikované pracovní síly. Vlády se snaží proti němu bojovat vzděláváním obyvatelstva povinnou školní docházkou a dalšími vzdělávacími projekty. Kampaním proti negramotnosti se říká alfabetizace.

## Vývoj negramotnosti

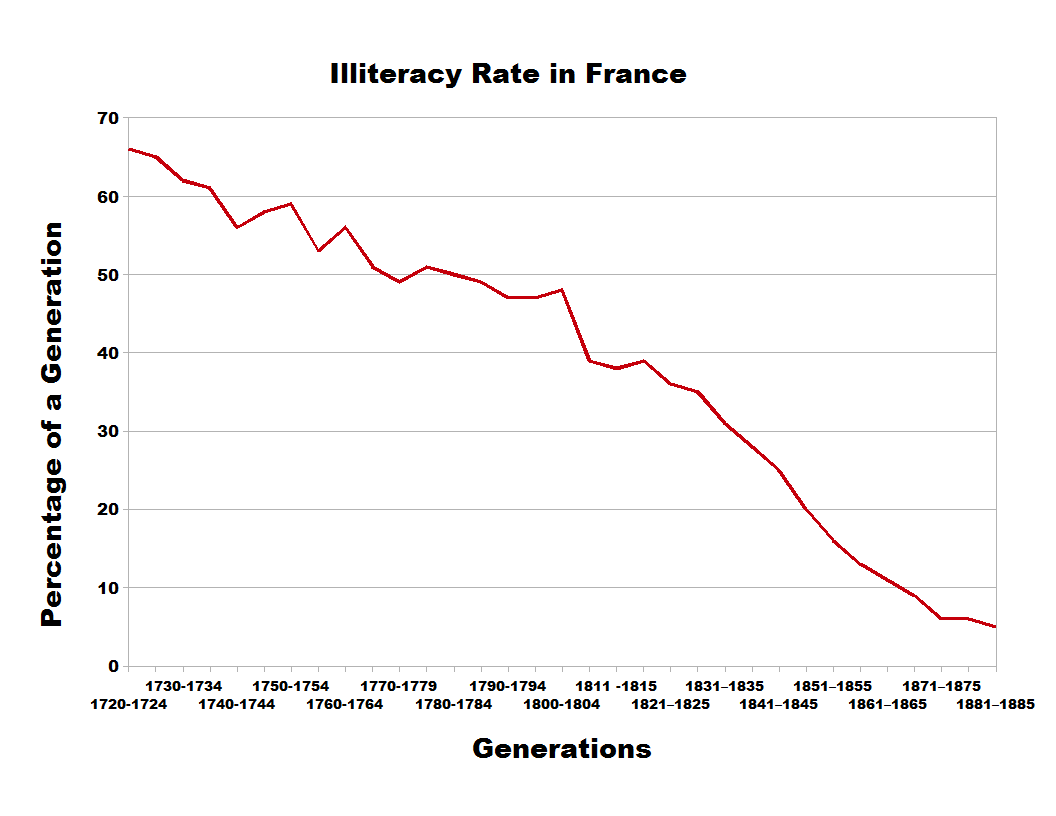
Vývoj negramotnosti ve Francii (V procentech)

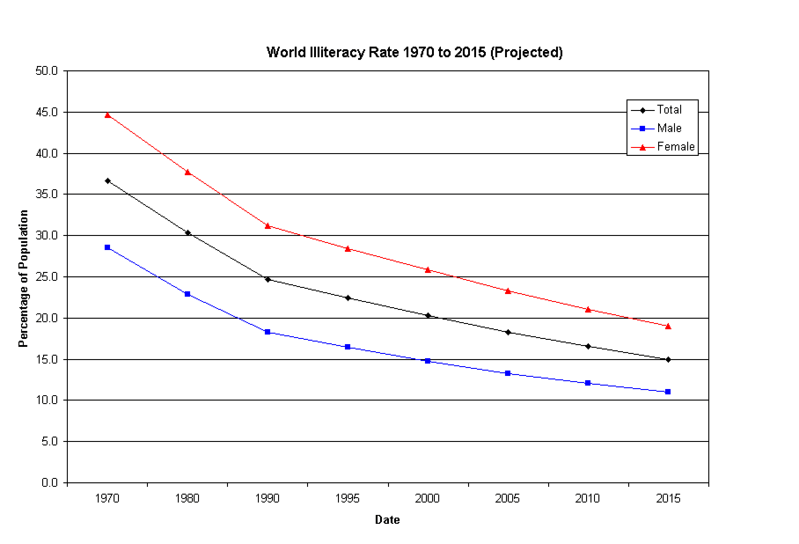
Vývoj negramotnosti (podle OSN). Negramotnost žen je přibližně o třetinu větší.

Pro všechna období starověku napříč lidskými kulturami platí, že naprostá většina obyvatelstva byla negramotná. Například ve starověkém Egyptě se umění číst a psát omezovalo pouze na úzký okruh královského dvora, a to zejména na úzkou vrstvu profesionálních písařů. Negramotnost byla i v dnes vyspělých zemích velmi vysoká až do 19. století, zejména na venkově, kde lidé číst a psát nepotřebovali. Teprve moderní společnosti ji vyžadují u každého a v průběhu 19.–20. století se zde skutečně podstatně snížila. V poslední době ovšem opět vzniká takzvaná sekundární negramotnost, spojená s tím, jak se prosazuje obrazová a hlasová komunikace, především zásluhou televize.

## Funkční negramotnost
Kromě toho se užívá pojem funkční negramotnost. Funkčně negramotná osoba může umět číst (např. velmi obtížně a pomalu) a psát (jednoduché věty, s omezenou slovní zásobou), ale není schopná číst nebo psát v dostatečné míře na to, aby se vyrovnala s každodenními požadavky života ve společnosti, ve které žije. Patří sem např. neschopnost využívat informací z běžných zdrojů, například jízdních řádů, statistik, právních dokumentů a podobně. Funkční negramotnost tedy souvisí nejenom s faktickou schopností číst a psát, ale též se schopností porozumět textu na určité úrovni, orientovat se v běžných konvencích psaného projevu či specifické dokumentace apod.
Funkční negramotnost může být překážkou pro pracovní a společenské uplatnění a běžně se zkoumá a sleduje.